# موریسی رامالو
موریسی رامالو هافبک اهل برزیل است که در شهر سائوپائولو و در تاریخ ۳۰ نوامبر ۱۹۵۵ به دنیا آمده‌است.
موریسی رامالو در تیم‌های فوتبال سائوپائولو سابقهٔ حضور دارد.